# 烏妮
烏妮 Uinen，是英國作家約翰·羅納德·鲁埃爾·托爾金的史詩式奇幻小說《精靈寶鑽》中的人物。邁雅之一，大海之后，烏歐牟之僕人，歐希之妻。她頭髮傳播在所有水的領域，努曼諾爾的水手會求她幫助平息風浪，因為就只有她能規管歐希。在她的保護之下，努曼諾爾人尊敬她有如維拉。